# La Vineuse
La Vineuse is een plaats en voormalige gemeente in het Franse departement Saône-et-Loire in de regio Bourgogne-Franche-Comté en telt 258 inwoners (1999). De plaats maakt deel uit van het arrondissement Mâcon.

## Geschiedenis
La Vineuse fuseerde op 1 januari 2017 met Donzy-le-National, Massy en Vitry-lès-Cluny tot de commune nouvelle La Vineuse sur Fregande, waarvan La Vineuse de hoofdplaats werd.

## Geografie
De oppervlakte van La Vineuse bedraagt 15,9 km², de bevolkingsdichtheid is 16,2 inwoners per km².
De onderstaande kaart toont de ligging van La Vineuse met de belangrijkste infrastructuur en aangrenzende gemeenten.

## Demografie
Onderstaande figuur toont het verloop van het inwonertal (bron: INSEE-tellingen).